# Езда в остров любви
«Езда в остров любви» (фр. Voyage de l'isle d'amour) — французский роман Поля Таллемана, написанный в 1663 году и переведённый на русский язык Василием Тредиаковским в 1730 году.

## Композиция
Написан роман в форме двух писем Тирсиса, главного героя, к своему другу Лициде. Тирсис рассказывает приятелю о том, как он путешествовал вместе с Купидоном на остров Любви и какие перипетии его там ожидали: встреча с прекрасной Аминтой и возникновение страсти, последующая измена красавицы, попытки утешения в любви к двум девушкам, Филис и Ирис, и, наконец, отплытие с острова.
Особенность композиции романа заключается в том, что каждая перипетия, выпавшая на долю героя, сопровождается стихотворной вставкой.

## Герои романа
- Тирсис — молодой человек, который, отправившись в землю Роскоши, вследствие бури случайно оказывается на острове Любви. Там он встречает красавицу Аминту и влюбляется в неё. В своем путешествии он встречает различные персонифицированные чувства: Почтение, Предосторожность, Жалость и т. д.
- Аминта — прекрасная девушка, в которую влюбляется главный герой романа, Тирсис. Прознав о чувствах молодого человека, сбегает в пещеру Жестокости. По ходу развития сюжета многие препятствия мешают герою соединиться с ней, а в итоге она изменяет ему.
- Любовь, Разум, Чувства, Почтение, Любление, Предосторожность, Беспокойность, Надежда, Молчание, Тайна, Жестокость, Жалость, Искренность, Должность, Задумливость, Скука, Разлука, Ревнивость, Ярость, Смущение, Привидение, Зависть, Смерть, Досада, Честь, Стыд, Холодность, Поверенность — персонифицированные чувства и понятия, которые встречаются герою на острове Любви.

## География романа
- Малые Прислуги — местечко, где начинается путешествие Тирсиса. Там он видит Аминту — предмет своей любви — и встречается с Купидоном.
- Замок Молчаливости — крепость, куда Тирсиса ведет Почтение, упрекая в поспешности его чувств. В замке правит Предосторожность — дочь Почтения. Но там Тирсис встречает Аминту. Особенность замка Молчаливость заключается в том, что там влюбленные признаются друг другу в чувствах не словами, а взглядами и вздохами. Аминта, понимая это, удаляется.
- Пещера Жестокости — место, куда удаляется Аминта. В ней течет поток Любовных слез, который впадает в озеро Отчаяние. В этом пространстве влюбленные обычно заканчивают свою жизнь.
- Замок Искренности — туда Аминту и Тирсиса выводит дева Жалость, и там влюбленные объясняются в чувствах.
- Замок Прямые Роскоши — место торжества чувства любви, там сбываются все желания.
- Пустыня Воспомяновений — самая высокая гора на острове. С её вершины Тирсис видит измену своей возлюбленной.
- Города Безпристрастность, Щогольство (Любовность), Глазолюбность. В последнем городе он встречается с девушками — Филис и Ирис.

## Перевод Тредиаковского
Несмотря на то, что оригинальный текст романа был написан в 1663 году, Тредиаковский приступил к его переводу спустя более чем полвека — в 1730 году. К тому времени вся Европа зачитывалась уже другими видами романов (например, авантюрно-плутовским, как «Жиль Блаз» Лесажа или семейной хроникой, как, например, монументальный роман Генри Филдинга «История Тома Джонса, найденыша»).
Основания для того, чтобы российский читатель восемнадцатого века тепло принял этот роман, были таковы:
1) новое качество русской культуры, основывающееся на эмоциональности и чувственности;
2) столь же новый тип личности, который был рожден эпохой реформ Петра I;
3) «тяга к галантной любовной культуре Запада» (О. Б. Лебедева).
Значение этого перевода было колоссальным, поскольку до этого момента не было ни одной печатной книги такого рода. Ю. М. Лотман даже отметил, что «Езда в остров любви» стала «Единственным романом».
Вместе с «Ездой в остров любви» Тредиаковский перевел на русский язык романы Джона Беркли («Аргенида», 1621) и Фенелона («Странствие Телемака», 1699).